# Pokémon (série de jogos eletrônicos)
Pokémon é uma série de jogos eletrônicos desenvolvidos pela Game Freak e publicados pela Nintendo como parte da franquia de mídia Pokémon. Lançado pela primeira vez em 1996 no Japão para o console Game Boy, a principal série de jogos de RPGs, que continuou em cada geração em portáteis da Nintendo.
Os jogos são geralmente lançados em pares, sendo que cada um contém pequenas variações em relação ao outro. Enquanto a série principal consiste em RPGs, os spin-off abrangem outros gêneros, como RPG de ação, quebra-cabeça e jogos virtuais para animais de estimação.
A partir de 24 de novembro de 2017, mais de 300 milhões de jogos de Pokémon foram vendidos em todo o mundo, em 76 títulos. Isso faz de Pokémon a segunda franquia de jogos eletrônicos mais vendidas, atrás da própria franquia da Nintendo Mario.

## Gerações
| 1996 | Red & Green                           |
| 1996 | Blue                                  |
| 1997 |                                       |
| 1998 | Red & Blue                            |
| 1998 | Yellow                                |
| 1999 | Gold & Silver                         |
| 2000 | Crystal                               |
| 2001 |                                       |
| 2002 | Ruby & Sapphire                       |
| 2003 |                                       |
| 2004 | FireRed & LeafGreen                   |
| 2004 | Emerald                               |
| 2005 |                                       |
| 2006 | Diamond & Pearl                       |
| 2007 |                                       |
| 2008 | Platinum                              |
| 2009 | HeartGold & SoulSilver                |
| 2010 | Black & White                         |
| 2011 |                                       |
| 2012 | Black 2 & White 2                     |
| 2013 | X & Y                                 |
| 2014 | Omega Ruby & Alpha Sapphire           |
| 2015 |                                       |
| 2016 | Sun & Moon                            |
| 2017 | Ultra Sun & Ultra Moon                |
| 2018 | Let's Go, Pikachu! & Let's Go, Eevee! |
| 2019 | Sword & Shield                        |
| 2020 |                                       |
| 2021 | Briliant Diamond & Shining Pearl      |
| 2022 | Legends: Arceus                       |
| 2022 | Scarlet & Violet                      |
| 2023 |                                       |
| 2024 |                                       |
| 2025 | Legends: Z-A                          |

Todas as propriedades de Pokémon são licenciadas e supervisionadas pela The Pokémon Company, são divididas aproximadamente pela geração. Essas gerações são divisões cronológicas aproximadamente lançados; quando é lançada uma sequela oficial na série principal de RPGs que apresenta novos Pokémon, novos personagens e possivelmente novos conceitos de jogabilidade, essa sequela é considerada o início de uma nova geração da franquia. Os jogos principais e seus derivados, o anime, o mangá e os jogos de cartas, são todos atualizados com as novas propriedades de Pokémon para cada vez que uma nova geração começa. A franquia começou sua oitava geração com Pokémon Sword & Shield, que foram lançados em todo o mundo em 15 de novembro de 2019.

### Primeira geração (1996–1999)
Os jogos originais de Pokémon são japoneses com um elemento de estratégia e foram criados por Satoshi Tajiri para o console Game Boy. Estes jogos de RPGs, e suas sequências, recriações e traduções para o inglês, ainda são considerados os jogos "principais" de Pokémon, e os jogos com os quais a maioria dos fãs da série estão familiarizados.
A série Pokémon começou com o lançamento de Pocket Monsters Red e Green para o Game Boy no Japão. Quando estes jogos se revelaram extremamente populares, uma versão melhorada Blue foi lançada algum tempo depois, e a versão Blue foi reprogramada como Pokémon Red & Blue para lançamento internacional. Depois, uma segunda versão melhorado, Pokémon Yellow, foi lançado para usar a paleta de cores do Game Boy Color e mais uma semelhança estilística com o anime popular Pokémon. Esta primeira geração de jogos introduziu as 151 espécies originais de Pokémon (na Pokédex Nacional, abrangendo todos os Pokémon de Bulbasaur a Mew), bem como os conceitos básicos do jogo de capturar, treinar, lutar e trocar Pokémon com jogadores humanos e de computador. Essas versões dos jogos ocorrem dentro da região fictícia Kanto, embora o nome "Kanto" não tenha sido usado até a segunda geração. Os títulos da primeira geração incluem "Pokémon Pinball"; uma adaptação de Pokémon Trading Card Game para Game Boy Color; um simulador de fotografia on-rails para console Nintendo 64 intitulado Pokémon Snap; uma adaptação de Pokémon de Nintendo Tetris Attack, Pokémon Puzzle League. Duas encarnações 3D do Nintendo 64 do mesmo sistema de batalha dos RPGs portáteis, uma lançada exclusivamente no Japão e outra, Pokémon Stadium, lançada internacionalmente; e um papel co-estrelado por várias espécies no jogo de luta do Nintendo 64 Super Smash Bros.. No Nintendo Space World em 2000, um jogo foi revelado brevemente com Meowth e Equipe Rocket cantando uma música. Esta foi uma das primeiras introduções dos Pokémon Togepi e Bellossom. Este jogo foi chamado de Meowth's Party, mas nunca foi transformado em um jogo jogável. Em vez disso, a música/vídeo foi tocada no final de um episódio de Pokémon e um CD foi feito para o varejo no Japão por tempo limitado.

### Segunda geração (1999–2002)
A segunda geração de jogos eletrônicos de "Pokémon" começou em 1999 com o lançamento do Pokémon Gold' & Silver para o console Game Boy Color, com Austrália e América do Norte recebendo o jogo em outubro de 2000 e data de lançamento europeu de abril de 2001. Como na geração anterior, uma versão aprimorada chamada Pokémon Crystal foi lançada mais tarde.
Esta geração introduziu 100 novas espécies de Pokémon (começando com Chikorita e terminando com Celebi), para um total de 251 Pokémon para coletar, treinar e lutar. Novos recursos de jogabilidade incluem um sistema de dia e noite (refletindo a hora do dia no mundo real) que influencia eventos no jogo; uso completo da paleta de cores do Game Boy Color; uma interface melhorada e um sistema de inventário atualizado; melhor equilíbrio na coleção de Pokémon e seus movimentos, estatísticas e itens equipáveis (uma nova adição); a adição de dois novos tipos Pokémon (Dark e Steel) para melhor equilibrar as forças e fraquezas de cada Pokémon; Reprodução de Pokémon; e uma nova região chamada Johto. Depois de explorar Johto, o jogador pode viajar para o leste para explorar a região adjacente de Kanto.
Os jogos spin off da segunda geração incluem Pokémon Puzzle Challenge, a adaptação de Pokémon Puzzle League — jogo quebra-cabeça criado pelas indústrias Zoppf — feito especificamente para o Game Boy Color; o simulador de animal de estimação do Nintendo 64, Hey You, Pikachu!; a sequela de Pokémon Stadium, Pokémon Stadium 2, para Nintendo 64; vários minijogos de Pokémon para o e-Reader; e um papel coestrelado por várias espécies de Pokémon na sequela de Super Smash Bros., Super Smash Bros. Melee para o console GameCube. O Pokémon Mini foi um console portátil lançado em dezembro de 2001 no Japão, e 2002 na Europa e América do Norte. Esta geração começou uma tradição não oficial entre gerações numeradas pares, dando ao Pokémon Eevee, um novo tipo de evolução além dos três originais da primeira geração.

### Terceira geração (2002–2006)
Em Março de 2003, foram lançados os primeiros jogos da terceira geração, mais conhecida pelos jogadores como geração Advance, já que seus RPGs originais eram feitos para o portátil Game Boy Advance: Pokémon Ruby & Sapphire, que ultrapassaram as 3,1 milhões de unidades vendidas, sendo assim os mais comercializados no Japão em 2002 traziam 135 novos Pokémon, mas era impossível transferir Pokémon de gerações anteriores para os jogos, pois o treinamento deles em Pokémon Ruby & Sapphire se baseava em um outro sistema, o de Effort Values (valores de esforço), pontos que, ao serem bem calculados e distribuídos ao Pokémon, deixavam-no mais forte que outros treinados sem esse método, em contraste com o sistema de DVs(deter values) dos jogos antigos. Para conseguir alguns dos Pokémon antigos, Pokémon Ruby & Sapphire conectava-se com outros jogos de terceira geração, principalmente Pokémon Colosseum.
Em 2004, Pokémon Red & Green ganharam remakes para o Game Boy Advance e foram lançados como Pokémon FireRed & LeafGreen. FireRed & LeafGreen voltava ao cenário dos primeiros jogos e refazia a jornada deles. Com isso, trazia a possibilidade de obtenção de todos os 150 primeiros e também um aspecto de nostalgia, sendo refeitos quase que exatamente como os primeiros jogos. Os remakes também traziam uma nova área para o mundo Pokémon: as Sevii Islands, onde era possível achar e capturar monstrinhos que eram nativos de Johto, palco dos jogos de segunda geração. Foram os jogos mais vendidos da Nintendo entre 2004 e 2005.
Pokémon Colosseum foi lançado em 2004 no Japão, junto com FireRed & LeafGreen, e foi o primeiro jogo de plataforma da série com um modo RPG. Este modo RPG trazia uma nova região, conhecida como Orre, onde um garoto tinha que salvar Pokémon com uma aura maligna corroendo seus corações, denominados Shadow Pokémon (inglês para Pokémon sombrio), e capturá-los de treinadores e membros de uma organização criminosa conhecida como Cipher. Em Colosseum, esse garoto tem que viajar por Hoenn ao lado de uma garota, a única pessoa que pode distinguir Pokémon normais dos Shadow Pokémon. Após capturá-los, ele tem que usá-los em batalhas para diminuir sua "barra de coração" (em inglês, Hearth Gauge) até o fim, possibilitando o Shadow Pokémon tornar-se novamente um Pokémon comum. Pokémon Colosseum foi dado como um grande jogo de Pokémon, embora desaconselhável para jogadores novatos. No ano seguinte, 2005, foi lançado Pokémon XD: Gale of Darkness, continuação direta de Colosseum, onde um novo herói tem que salvar Orre dos Cipher, que voltaram das sombras e se reorganizaram, criando um Shadow Pokémon que não poderia ser purificado, conhecido pelo codinome de XD001. Pokémon XD foi avaliado como uma versão melhorada de Colosseum, mas apresentava as mesmas falhas do antecessor. Ambos os jogos foram lançados para o Nintendo GameCube.
Em 2005, a geração Advance termina com Pokémon Emerald. Emerald era uma versão complementar para Ruby & Sapphire e trazia novos recursos, como o retorno das animações dos Pokémon ao início das batalhas, conceito já usado em Pokémon Crystal, uma nova área repleta de desafios chamada Battle Frontier e também a possibilidade, através de eventos, de capturar Mew sem a necessidade de truques, como em Red, Blue e Yellow. Foi o segundo jogo mais vendido do Japão em 2005.
A terceira geração trouxe mais spin-offs à série, como Pokémon Pinball Ruby & Sapphire, um novo pinball de Pokémon, usando os 202 Pokémon presentes em Ruby & Sapphire e a compatibilidade com o acessório e-Reader, Pokémon Channel, um spin-off que simulava uma estação de televisão comandada por, e feita para, Pokémon, e Pokémon Box Ruby & Sapphire, avaliado mais como um organizador de Pokémon vindos de Ruby & Sapphire, FireRed & LeafGreen e Emerald, com capacidade de armazenamento de até 1.500 monstrinhos em um só cartão de memória.

#### Spin-offs(2005, 2006)
Entre a terceira e quarta geração de RPGs Originais de Pokémon, spin-offs foram feitos especialmente para o Nintendo DS. O primeiro foi Pokémon Dash em 2005, no qual havia corridas entre os Pokémon em percursos a pé ou de balão usando a Stylus, a caneta do DS. Em 2006, nos Estados Unidos, foram lançados mais três spin-offs. Pokémon Trozei! trazia um puzzle usando Pokémon, em um tabuleiro onde se tentava alinhar quatro monstrinhos iguais para eliminá-los e ganhar pontos. Em um estilo mais cartoon e semelhante ao jogo PaneldePon, Pokémon Trozei! foi dado como divertido por usar a Stylus de um modo dinâmico e inteligente. Depois de Pokémon Trozei!, foi lançado Pokémon Mystery Dungeon (também feito para o Game Boy Advance), onde o jogador é um humano transformado em Pokémon em um mundo composto apenas com eles, onde é necessário salvar a todos da destruição por uma maldição, resgatando Pokémon que precisam de ajuda e desvendando os mistérios que resultaram na transformação do protagonista em Pokémon. Por último, veio Pokémon Ranger, um jogo que introduzia uma nova forma de controlar os Pokémon, obtendo-os apenas por um tempo e soltando-os depois na natureza. Em Pokémon Ranger, o jogador tinha que usar os Pokémon de modo correto para derrotar uma organização maléfica que pretende capturar, aprisionar e usar os Pokémon para destruir as civilizações de todo o mundo. Pokémon Ranger também ganhou uma continuação onde pode-se capturar Darkrai em uma missão especial.
Cada um desses jogos apresentava um ou mais Pokémon de quarta geração: Pokémon Dash apresentou aos jogadores Munchlax, a forma pré-evoluída do Pokémon de primeira geração Snorlax. Pokémon Mystery Dungeon introduziu Bonsly (embora ele já tivesse aparecido em Pokémon XD), Mime Jr., Weavile e Lucario, sendo apenas Lucario um Pokémon completamente novo. E Pokémon Ranger mostrou aos jogadores um dos Pokémon Lendários de quarta geração, conhecido como Manaphy.

### Quarta geração (2006–2010)
Em Setembro de 2006 foram lançados no Japão as duas primeiras versões de RPGs originais da quarta geração de Pokémon, feitas para o Nintendo DS. Pokémon Diamond & Pearl introduziram 107  novos Pokémon, totalizando 493, novas funções, como uma mudança na parte dos ataques, dividindo-os em três tipos (Physical, que usa o valor Attack; Special, que usa o valor Special Attack e Status, que causavam outros efeitos), a volta das mudanças de horário entre o dia e a noite, usado pela última vez em Pokémon Gold & Silver, incluindo a possibilidade de conexão online através da Nintendo Wi-Fi Connection, onde os jogadores de qualquer parte do mundo poderiam batalhar e trocar Pokémon com vários outros jogadores do planeta. Também introduziu no Nintendo DS o uso de um fone de ouvido que permitia conversas entre os jogadores que iriam se enfrentar na Nintendo WFC. Pokémon Diamond & Pearl venderam mais de 1,58 milhão de cópias nos quatro primeiros dias no Japão e também foram os jogos mais vendidos do país em todo o ano de 2006. Nos Estados Unidos Pokémon Diamond & Pearl venderam mais de um milhão de cópias na primeira semana de vendas e mais de dez no mundo inteiro.
Em Dezembro de 2006, chegou às lojas do Japão o primeiro jogo de plataforma da série para o console Wii: Pokémon Battle Revolution. Ele estabelece uma conexão com Pokémon Diamond & Pearl, de modo que os Pokémon de Diamond & Pearl podem ser transferidos para Pokémon Battle Revolution. Battle Revolution também traz a possibilidade de usar Pokémon diretamente de Diamond & Pearl para batalhas em 3D com amigos e copiá-los para o jogo para serem usados para a completação de coliseus (Colosseums) em um lugar chamado Pokétopia ou usá-los através de Nintendo Wi-Fi Connection também.
A quarta geração teve apenas dois spin-off já anunciados. É a sequência direta de Pokémon Mystery Dungeon, chamada Pokémon Mystery Dungeon 2 e também sequência de outro jogo Pokémon Ranger: Shadows of Almia. Também foi anunciado que a série Pokémon ganharia seu primeiro jogo de arcade, denominado Pokémon Battrio. Pokémon Mystery Dungeon 2 será lançado em 13 de Setembro de 2007 e Pokémon Battrio está em vários locais do Japão.
Em 2008, foi lançado o terceiro jogo de RPG da quarta geração, Pokémon Platinum, que no seu segundo dia de vendas no Japão, já havia vendido 963 mil unidades. Trazendo uma nova dimensão para Sinnoh, o mundo distorcido (the Distortion World), onde é possível encontrar Giratina.
Em 12 de setembro de 2009 foi colocado à venda no Japão, remakes dos jogos Pokémon Gold & Silver para o Nintendo DS intitulado Pokémon HeartGold & SoulSilver. Assim como Pokémon Yellow, que somente Pikachu andava fora da Poké-bola, qualquer Pokémon que seja o primeiro de sua equipe anda ao seu lado agora. E duas novas áreas para Johto, uma espécie de pokémon Safari e também traz de volta o Battle Frontier. Vem acompanhando também o Pokéwalker.

### Quinta geração (2010–2013)
A quinta geração de Pokémon começou em 18 de setembro de 2010, com o lançamento de Pokémon Black & White no Japão. Eles foram então lançados na América do Norte, Europa e Austrália em março de 2011. Eles foram lançados no Nintendo DS, o mesmo console de sua geração anterior.
Os jogos ocorrem na região de Unova, a primeira região não baseada no Japão, baseada em Nova Iorque. Novos recursos incluem o C-Gear, um recurso em que os jogadores podem usar as opções e personalizações do Wi-Fi; dois novos métodos de batalha ("Triple Battles", onde três Pokémon são enviados de uma só vez, e Rotation Battles, onde três Pokémon são enviados ao mesmo tempo, mas o treinador pode trocar um Pokémon dos três, que estão presentes); "Battles Test", onde treinadores lutam entre si para ver quem tem Pokémon mais forte; os Pokémon Musicals (semelhantes a Pokémon Contests), que têm treinadores usando seus Pokémon para dançar em um teatro com outros Pokémon; e a capacidade de reutilizar Technical Machines (TM).
Esta geração introduziu um total de 156 novos Pokémon (começando com Victini e terminando com Genesect), a maior de todas as gerações até agora. Foi também a primeira geração em que o primeiro novo Pokémon na ordem nacional do Pokédex (Victini) não é um Pokémon inicial. Ele também introduziu outra nova mecânica, as estações do ano, que afetavam o mapa e a aparência de dois Pokémon (Deerling e Sawsbuck). Ao contrário das gerações anteriores, que introduziam algumas espécies de Pokémon, que eram parentes evolucionários de Pokémon por gerações mais antigas, a seleção da quinta geração era totalmente original, numa tentativa de fazer as versões primárias parecerem um novo jogo. Além disso, os Pokémon de outras gerações só ficariam capturáveis após a conclusão da história principal dos jogos Pokémon Black & White.
Os outros jogos da série principal, e os acréscimos de Black e White, intitulados Pokémon Black 2 & White 2, são sequelas diretas. Eles acontecem na região de Unova dois anos depois, e foram lançados no Japão em 23 de junho de 2012 e na América do Norte, Austrália e Europa em outubro daquele ano para o Nintendo DS. Eles são um pouco diferentes de seus predecessores; existem diferentes treinadores protagonistas, e muitos dos outros personagens importantes também mudaram. Os jogos também introduziram um novo recurso, o "Pokémon World Tournament", onde os treinadores podem lutar contra os líderes do ginásio e campeões de regiões mais antigas, incluindo a Unova. Os jogos também quebraram a tradição de lançar uma terceira versão como adição às versões primárias.
Os jogos da quinta geração incluem sequências Pokémon Rumble Blast e Pokémon Mystery Dungeon: Gates to Infinity para o console Nintendo 3DS, PokéPark 2: Wonders Beyond para o Wii e Pokémon Rumble U para o console Wii U, um jogo para download. Outros incluem Learn with Pokémon: Typing Adventure (um jogo de digitação) e Pokémon Conquest (um jogo crossover) para Nintendo DS, e aplicativos de referência para download Pokédex 3D, Pokédex 3D Pro (para Nintendo 3DS) e Pokédex for iOS (para dispositivos iOS), que permite aos jogadores verem informações de espécies Pokémon enquanto têm 3D modelos.

### Sexta geração (2013–2016)
Em 24 de dezembro de 2012, a revista japonesa Nintendo Dream postou um cartão de saudações enviado pela Game Freak. No cartão, Junichi Masuda exclamou que, durante 2013, eles pretendem evoluir ainda mais o mundo dos Pokémon. Em 29 de dezembro de 2012, um novo comercial Pokémon Black 2 & White 2 foi ao ar no Japão e terminou com uma mensagem informando aos fãs de Pokémon, que as últimas notícias seriam anunciadas em 8 de janeiro de 2013. Em 4 de janeiro de 2013, o site oficial japonês e inglês de Pokémon confirmou, que um anúncio seria feito em 8 de janeiro. Em 7 de janeiro de 2013, o site oficial japonês explicou que o presidente da Nintendo, Satoru Iwata, teria apresentado uma videoconferência de 10 minutos chamado de "Pokémon Direct", para anunciar as grandes notícias de Pokémon. Em 8 de janeiro de 2013, Satoru Iwata anunciou a sexta geração de Pokémon, com os novos jogos emparelhados, Pokémon X & Y, que foram lançados no Nintendo 3DS em 12 de outubro de 2013 em todo o mundo. Os jogos X e Y são renderizados em 3D; no entanto, somente partes selecionadas do jogo podem ser exibidas em estereoscópico 3D. O vídeo introduziu os personagens dos jogadores, o Pokémon inicial; do tipo Grass Chespin (em japonês: Harimaron (ハリマロン)), do tipo Fire Fennekin (em japonês: Fokko (フォッコ)) e do tipo Water Froakie (em japonês: Keromatsu (ケロマツ)), e dois outros Pokémon, não nomeado até mais tarde; um Pokémon parecido com um pássaro chamado Yveltal (イベルタル, Iberutaru) ter uma forma semelhante à letra Y e um Pokémon parecido com um cervo chamado Xerneas (ゼルネアス, Zeruneasu) com formas em X nos olhos. Um mês depois, Sylveon (em japonês: Nymphia (ニンフィア, Ninfia)), uma nova forma evoluída de Eevee pertencente ao novo tipo Fada dos jogos foi revelada.
Esta geração introduziu um total de 72 novos Pokémon, a menor quantia até hoje, além de adicionar o novo tipo Fada, Mega Evolução, a região de Kalos, costumização Trainer (mudança de jogador), Super Training e três novos modos de batalha: Sky Battles, Horde Encounters e Inverse Battle. Esta geração é também a primeira a ser compatível com o Pokémon Bank.
Greninja, a forma evoluída final de Froakie, mais tarde viria a representar a sexta geração de Pokémon no jogo de luta, Super Smash Bros. for Nintendo 3DS and Wii U.
Em 7 de maio de 2014, a Nintendo revelou os jogos Pokémon Omega Ruby & Alpha Sapphire em um teaser trailer, recriações dos jogos da terceira geração,  Pokémon Ruby & Sapphire. Eles foram lançados mundialmente em novembro de 2014.
Em 26 de agosto de 2014, Pokkén Tournament foi anunciado e lançado como fliperama japonês em 16 de julho de 2015, e foi lançado em 18 de março de 2016 em todo o mundo para Wii U. Foi desenvolvido pela Bandai Namco Entertainment. Em julho de 2016, a Niantic e a Nintendo lançaram um jogo gratuito de AR intitulado Pokémon GO que foi lançado para dispositivos Android e iOS. A sexta geração foi a primeira que não teve nenhuma versão adicional dos jogos principais da geração.

### Sétima geração (2016–2019)
Durante uma apresentação do Nintendo Direct em 26 de fevereiro de 2016, dois novos títulos de Pokémon foram anunciados: Pokémon Sun & Pokémon Moon. Os primeiros jogos da sétima geração de Pokémon, os novos games estavam com data de previsão para o final de 2016. Os jogos serão compatíveis com outros títulos Nintendo 3DS, incluindo Pokémon X & Y; Pokémon Omega Ruby & Alpha Sapphire; e o Virtual Console de re-lançamentos de Pokemon Red, Blue e Yellow. 
Em 6 de Junho de 2017, foi anunciado os jogos Pokemon Ultra Sun & Ultra Moon. Os dois jogos oferecem novas adições à história de Pokémon Sun e Moon, incluindo novos recursos, e foi lançado mundialmente em 17 de novembro de 2017. Em 29 de maio de 2018, foi anunciado dois novos jogos na franquia principal, Pokémon Let's Go, Pikachu! & Pokémon Let's Go, Eevee!. Eles são remakes de Pokémon Yellow com mecânica de jogo emprestada de Pokémon GO e foram lançados mundialmente no Nintendo Switch em 16 de novembro de 2018.
No total, esta geração introduziu 84 novos Pokémon, formas de Alola, provas, Movimento-Z, Poké Pelago e Festival Plaza. Foi também o primeiro a introduzir Pokémon novos fora dos jogos iniciais, com três novos Pokémon estreando em Ultra Sun e Ultra Moon, e dois novos Pokémon estreando em Let's Go, Pikachu! e Let's Go, Eevee!

### Oitava geração (2019–2022)
Durante a E3 2017, Nintendo e The Pokémon Company anunciaram que GameFreak estava desenvolvendo um novo jogo de Pokémon principal definido para lançamento no Nintendo Switch e foi definido para ser lançado em 2018 e posterior. O jogo será a oitava geração de Pokémon.
Junto com o anúncio do Pokémon Let's Go, Pikachu! e Pokémon Let's Go, Eevee! foi confirmado que o próximo jogo "core" de Pokémon, era um jogo separado, que será lançado no final de 2019. O diretor do jogo Junichi Masuda afirmou que também "seguirá as tradições de Pokémon X e Y e Pokémon Sun e Moon". O CEO de The Pokémon Company, Tsunekazu Ishihara, também confirmou que o próximo jogo "core" de Pokémon não terá influências de Pokémon Go como Let's Go, Pikachu! e Let's Go, Eevee! como terá.
Em 27 de fevereiro de 2019, durante no 23º aniversário da franquia, Pokémon Sword e Shield foi confirmado para Nintendo Switch, que será lançado mundialmente no final de 2019.
A oitava geração ocorre na região de Galar e introduziu 81 novos Pokémon, formas de Galar, a Champion Cup, Dynamax, formas Gigantamax, batalhas Max Raid e Pokémon Camp.
Em 9 de janeiro de 2020, dois pacotes de expansão intitulados The Isle of Armor e The Crown Tundra foram anunciados. The Isle of Armor foi lançado em 17 de junho de 2020, e The Crown Tundra foi lançado em 22 de outubro de 2020.
Em 26 de fevereiro de 2021, foram anunciados Brilliant Diamond e Shining Pearl, remakes dos jogos de quarta geração Pokémon Diamond e Pearl desenvolvidos pela ILCA e foi lançado em 19 de novembro daquele ano. No mesmo dia, Pokémon Legends: Arceus foi anunciado, uma prequela de Diamond e Pearl, foi lançado em 28 de janeiro de 2022.
Esta geração introduziu um total de 96 novos Pokémon com 81 revelados em Sword e Shield, 8 revelados nos pacotes de expansão e 7 revelados em Pokémon Legends: Arceus.

### Nona geração (2022–presente)
Em 27 de fevereiro de 2022, Pokémon Scarlet e Violet foram anunciados para o Nintendo Switch, com data de lançamento no final de 2022. Os jogos foram lançados em 18 de novembro de 2022..
O jogo teve DLCs anunciadas em fevereiro de 2023, dividida em duas partes: The Teal Mask e The Indigo Disk. A primeira parte da DLC foi lançada em 13 de setembro de 2023 e a segunda parte foi lançada em 14 de dezembro de 2023. 
A nona geração acontece majotariamente da região de Paldea, com a DLC The Indigo Disk, ocorrendo na região de Unova, ela introduz um mundo aberto com três caminhos de historia, também foram adicionados Pokémon de tempo deslocado, chamados de Pokémon Paradoxo, ademais, foi também introduzido a mecânica de Terastalização, que possibilita a mudança de tipagem - incluindo uma tipagem exclusiva, o tipo estelar- de um Pokémon durante batalha.
Esta geração introduziu um total de 105 novos Pokémon no jogo base e 15 Pokémon nas duas DLCs, totalizando 1025 Pokémon no total.

### Resumo dos títulos da série principal
| Sistema          | Sistema          | Sistema          | Sistema          | Sistema          | Sistema          |  |  | Geração  | Geração  | Geração  | Geração  | Geração  | Geração  |  |  | Títulos principais          | Títulos principais          | Títulos principais          | Títulos principais          | Títulos principais          | Títulos principais          |  |  | Títulos derivados            | Títulos derivados            | Títulos derivados            | Títulos derivados            | Títulos derivados            | Títulos derivados            |  |  | Versões superiores/DLCs                         | Versões superiores/DLCs                         | Versões superiores/DLCs                         | Versões superiores/DLCs                         | Versões superiores/DLCs                         | Versões superiores/DLCs                         |  |  |  |  |  |  |  |  |  |  | Títulos de recriação                             | Títulos de recriação                             | Títulos de recriação                             | Títulos de recriação                             | Títulos de recriação                             | Títulos de recriação                             |  |  | Títulos prequelas          | Títulos prequelas          | Títulos prequelas          | Títulos prequelas          | Títulos prequelas          | Títulos prequelas          |  |  |
| Sistema          | Sistema          | Sistema          | Sistema          | Sistema          | Sistema          |  |  | Geração  | Geração  | Geração  | Geração  | Geração  | Geração  |  |  | Títulos principais          | Títulos principais          | Títulos principais          | Títulos principais          | Títulos principais          | Títulos principais          |  |  | Títulos derivados            | Títulos derivados            | Títulos derivados            | Títulos derivados            | Títulos derivados            | Títulos derivados            |  |  | Versões superiores/DLCs                         | Versões superiores/DLCs                         | Versões superiores/DLCs                         | Versões superiores/DLCs                         | Versões superiores/DLCs                         | Versões superiores/DLCs                         |  |  |  |  |  |  |  |  |  |  | Títulos de recriação                             | Títulos de recriação                             | Títulos de recriação                             | Títulos de recriação                             | Títulos de recriação                             | Títulos de recriação                             |  |  | Títulos prequelas          | Títulos prequelas          | Títulos prequelas          | Títulos prequelas          | Títulos prequelas          | Títulos prequelas          |  |  |
|                  |                  |                  |                  |                  |                  |  |  |          |          |          |          |          |          |  |  |                             |                             |                             |                             |                             |                             |  |  |                              |                              |                              |                              |                              |                              |  |  |                                                 |                                                 |                                                 |                                                 |                                                 |                                                 |  |  |  |  |  |  |  |  |  |  |                                                  |                                                  |                                                  |                                                  |                                                  |                                                  |  |  |                            |                            |                            |                            |                            |                            |  |  |
| Game Boy         | Game Boy         | Game Boy         | Game Boy         | Game Boy         | Game Boy         |  |  | Primeira | Primeira | Primeira | Primeira | Primeira | Primeira |  |  | - Red & Green - (1996)      | - Red & Green - (1996)      | - Red & Green - (1996)      | - Red & Green - (1996)      | - Red & Green - (1996)      | - Red & Green - (1996)      |  |  | - Blue - (1996)              | - Blue - (1996)              | - Blue - (1996)              | - Blue - (1996)              | - Blue - (1996)              | - Blue - (1996)              |  |  | - Yellow - (1998)                               | - Yellow - (1998)                               | - Yellow - (1998)                               | - Yellow - (1998)                               | - Yellow - (1998)                               | - Yellow - (1998)                               |  |  |  |  |  |  |  |  |  |  |                                                  |                                                  |                                                  |                                                  |                                                  |                                                  |  |  |                            |                            |                            |                            |                            |                            |  |  |
| Game Boy         | Game Boy         | Game Boy         | Game Boy         | Game Boy         | Game Boy         |  |  | Primeira | Primeira | Primeira | Primeira | Primeira | Primeira |  |  | - Red & Green - (1996)      | - Red & Green - (1996)      | - Red & Green - (1996)      | - Red & Green - (1996)      | - Red & Green - (1996)      | - Red & Green - (1996)      |  |  | - Blue - (1996)              | - Blue - (1996)              | - Blue - (1996)              | - Blue - (1996)              | - Blue - (1996)              | - Blue - (1996)              |  |  | - Yellow - (1998)                               | - Yellow - (1998)                               | - Yellow - (1998)                               | - Yellow - (1998)                               | - Yellow - (1998)                               | - Yellow - (1998)                               |  |  |  |  |  |  |  |  |  |  |                                                  |                                                  |                                                  |                                                  |                                                  |                                                  |  |  |                            |                            |                            |                            |                            |                            |  |  |
|                  |                  |                  |                  |                  |                  |  |  |          |          |          |          |          |          |  |  |                             |                             |                             |                             |                             |                             |  |  |                              |                              |                              |                              |                              |                              |  |  |                                                 |                                                 |                                                 |                                                 |                                                 |                                                 |  |  |  |  |  |  |  |  |  |  |                                                  |                                                  |                                                  |                                                  |                                                  |                                                  |  |  |                            |                            |                            |                            |                            |                            |  |  |
|                  |                  |                  |                  |                  |                  |  |  |          |          |          |          |          |          |  |  |                             |                             |                             |                             |                             |                             |  |  |                              |                              |                              |                              |                              |                              |  |  |                                                 |                                                 |                                                 |                                                 |                                                 |                                                 |  |  |  |  |  |  |  |  |  |  |                                                  |                                                  |                                                  |                                                  |                                                  |                                                  |  |  |                            |                            |                            |                            |                            |                            |  |  |
| Game Boy Color   | Game Boy Color   | Game Boy Color   | Game Boy Color   | Game Boy Color   | Game Boy Color   |  |  | Segunda  | Segunda  | Segunda  | Segunda  | Segunda  | Segunda  |  |  | - Gold & Silver - (1999)    | - Gold & Silver - (1999)    | - Gold & Silver - (1999)    | - Gold & Silver - (1999)    | - Gold & Silver - (1999)    | - Gold & Silver - (1999)    |  |  |                              |                              |                              |                              |                              |                              |  |  | - Crystal - (2000)                              | - Crystal - (2000)                              | - Crystal - (2000)                              | - Crystal - (2000)                              | - Crystal - (2000)                              | - Crystal - (2000)                              |  |  |  |  |  |  |  |  |  |  |                                                  |                                                  |                                                  |                                                  |                                                  |                                                  |  |  |                            |                            |                            |                            |                            |                            |  |  |
| Game Boy Color   | Game Boy Color   | Game Boy Color   | Game Boy Color   | Game Boy Color   | Game Boy Color   |  |  | Segunda  | Segunda  | Segunda  | Segunda  | Segunda  | Segunda  |  |  | - Gold & Silver - (1999)    | - Gold & Silver - (1999)    | - Gold & Silver - (1999)    | - Gold & Silver - (1999)    | - Gold & Silver - (1999)    | - Gold & Silver - (1999)    |  |  |                              |                              |                              |                              |                              |                              |  |  | - Crystal - (2000)                              | - Crystal - (2000)                              | - Crystal - (2000)                              | - Crystal - (2000)                              | - Crystal - (2000)                              | - Crystal - (2000)                              |  |  |  |  |  |  |  |  |  |  |                                                  |                                                  |                                                  |                                                  |                                                  |                                                  |  |  |                            |                            |                            |                            |                            |                            |  |  |
|                  |                  |                  |                  |                  |                  |  |  |          |          |          |          |          |          |  |  |                             |                             |                             |                             |                             |                             |  |  |                              |                              |                              |                              |                              |                              |  |  |                                                 |                                                 |                                                 |                                                 |                                                 |                                                 |  |  |  |  |  |  |  |  |  |  |                                                  |                                                  |                                                  |                                                  |                                                  |                                                  |  |  |                            |                            |                            |                            |                            |                            |  |  |
|                  |                  |                  |                  |                  |                  |  |  |          |          |          |          |          |          |  |  |                             |                             |                             |                             |                             |                             |  |  |                              |                              |                              |                              |                              |                              |  |  |                                                 |                                                 |                                                 |                                                 |                                                 |                                                 |  |  |  |  |  |  |  |  |  |  |                                                  |                                                  |                                                  |                                                  |                                                  |                                                  |  |  |                            |                            |                            |                            |                            |                            |  |  |
| Game Boy Advance | Game Boy Advance | Game Boy Advance | Game Boy Advance | Game Boy Advance | Game Boy Advance |  |  | Terceira | Terceira | Terceira | Terceira | Terceira | Terceira |  |  | - Ruby & Sapphire - (2002)  | - Ruby & Sapphire - (2002)  | - Ruby & Sapphire - (2002)  | - Ruby & Sapphire - (2002)  | - Ruby & Sapphire - (2002)  | - Ruby & Sapphire - (2002)  |  |  |                              |                              |                              |                              |                              |                              |  |  | - Emerald - (2004)                              | - Emerald - (2004)                              | - Emerald - (2004)                              | - Emerald - (2004)                              | - Emerald - (2004)                              | - Emerald - (2004)                              |  |  |  |  |  |  |  |  |  |  | - FireRed & LeafGreen - (2004)                   | - FireRed & LeafGreen - (2004)                   | - FireRed & LeafGreen - (2004)                   | - FireRed & LeafGreen - (2004)                   | - FireRed & LeafGreen - (2004)                   | - FireRed & LeafGreen - (2004)                   |  |  |                            |                            |                            |                            |                            |                            |  |  |
| Game Boy Advance | Game Boy Advance | Game Boy Advance | Game Boy Advance | Game Boy Advance | Game Boy Advance |  |  | Terceira | Terceira | Terceira | Terceira | Terceira | Terceira |  |  | - Ruby & Sapphire - (2002)  | - Ruby & Sapphire - (2002)  | - Ruby & Sapphire - (2002)  | - Ruby & Sapphire - (2002)  | - Ruby & Sapphire - (2002)  | - Ruby & Sapphire - (2002)  |  |  |                              |                              |                              |                              |                              |                              |  |  | - Emerald - (2004)                              | - Emerald - (2004)                              | - Emerald - (2004)                              | - Emerald - (2004)                              | - Emerald - (2004)                              | - Emerald - (2004)                              |  |  |  |  |  |  |  |  |  |  | - FireRed & LeafGreen - (2004)                   | - FireRed & LeafGreen - (2004)                   | - FireRed & LeafGreen - (2004)                   | - FireRed & LeafGreen - (2004)                   | - FireRed & LeafGreen - (2004)                   | - FireRed & LeafGreen - (2004)                   |  |  |                            |                            |                            |                            |                            |                            |  |  |
|                  |                  |                  |                  |                  |                  |  |  |          |          |          |          |          |          |  |  |                             |                             |                             |                             |                             |                             |  |  |                              |                              |                              |                              |                              |                              |  |  |                                                 |                                                 |                                                 |                                                 |                                                 |                                                 |  |  |  |  |  |  |  |  |  |  |                                                  |                                                  |                                                  |                                                  |                                                  |                                                  |  |  |                            |                            |                            |                            |                            |                            |  |  |
|                  |                  |                  |                  |                  |                  |  |  |          |          |          |          |          |          |  |  |                             |                             |                             |                             |                             |                             |  |  |                              |                              |                              |                              |                              |                              |  |  |                                                 |                                                 |                                                 |                                                 |                                                 |                                                 |  |  |  |  |  |  |  |  |  |  |                                                  |                                                  |                                                  |                                                  |                                                  |                                                  |  |  |                            |                            |                            |                            |                            |                            |  |  |
|                  |                  |                  |                  |                  |                  |  |  | Quarta   | Quarta   | Quarta   | Quarta   | Quarta   | Quarta   |  |  | - Diamond & Pearl - (2006)  | - Diamond & Pearl - (2006)  | - Diamond & Pearl - (2006)  | - Diamond & Pearl - (2006)  | - Diamond & Pearl - (2006)  | - Diamond & Pearl - (2006)  |  |  |                              |                              |                              |                              |                              |                              |  |  | - Platinum - (2008)                             | - Platinum - (2008)                             | - Platinum - (2008)                             | - Platinum - (2008)                             | - Platinum - (2008)                             | - Platinum - (2008)                             |  |  |  |  |  |  |  |  |  |  | - HeartGold & SoulSilver - (2009)                | - HeartGold & SoulSilver - (2009)                | - HeartGold & SoulSilver - (2009)                | - HeartGold & SoulSilver - (2009)                | - HeartGold & SoulSilver - (2009)                | - HeartGold & SoulSilver - (2009)                |  |  |                            |                            |                            |                            |                            |                            |  |  |
|                  |                  |                  |                  |                  |                  |  |  | Quarta   | Quarta   | Quarta   | Quarta   | Quarta   | Quarta   |  |  | - Diamond & Pearl - (2006)  | - Diamond & Pearl - (2006)  | - Diamond & Pearl - (2006)  | - Diamond & Pearl - (2006)  | - Diamond & Pearl - (2006)  | - Diamond & Pearl - (2006)  |  |  |                              |                              |                              |                              |                              |                              |  |  | - Platinum - (2008)                             | - Platinum - (2008)                             | - Platinum - (2008)                             | - Platinum - (2008)                             | - Platinum - (2008)                             | - Platinum - (2008)                             |  |  |  |  |  |  |  |  |  |  | - HeartGold & SoulSilver - (2009)                | - HeartGold & SoulSilver - (2009)                | - HeartGold & SoulSilver - (2009)                | - HeartGold & SoulSilver - (2009)                | - HeartGold & SoulSilver - (2009)                | - HeartGold & SoulSilver - (2009)                |  |  |                            |                            |                            |                            |                            |                            |  |  |
| Nintendo DS      |                  |                  |                  |                  |                  |  |  |          |          |          |          |          |          |  |  |                             |                             |                             |                             |                             |                             |  |  |                              |                              |                              |                              |                              |                              |  |  |                                                 |                                                 |                                                 |                                                 |                                                 |                                                 |  |  |  |  |  |  |  |  |  |  |                                                  |                                                  |                                                  |                                                  |                                                  |                                                  |  |  |                            |                            |                            |                            |                            |                            |  |  |
|                  |                  |                  |                  |                  |                  |  |  |          |          |          |          |          |          |  |  |                             |                             |                             |                             |                             |                             |  |  |                              |                              |                              |                              |                              |                              |  |  |                                                 |                                                 |                                                 |                                                 |                                                 |                                                 |  |  |  |  |  |  |  |  |  |  |                                                  |                                                  |                                                  |                                                  |                                                  |                                                  |  |  |                            |                            |                            |                            |                            |                            |  |  |
|                  |                  |                  |                  |                  |                  |  |  | Quinta   | Quinta   | Quinta   | Quinta   | Quinta   | Quinta   |  |  | - Black & White - (2010)    | - Black & White - (2010)    | - Black & White - (2010)    | - Black & White - (2010)    | - Black & White - (2010)    | - Black & White - (2010)    |  |  | - Black 2 & White 2 - (2012) | - Black 2 & White 2 - (2012) | - Black 2 & White 2 - (2012) | - Black 2 & White 2 - (2012) | - Black 2 & White 2 - (2012) | - Black 2 & White 2 - (2012) |  |  |                                                 |                                                 |                                                 |                                                 |                                                 |                                                 |  |  |  |  |  |  |  |  |  |  |                                                  |                                                  |                                                  |                                                  |                                                  |                                                  |  |  |                            |                            |                            |                            |                            |                            |  |  |
|                  |                  |                  |                  |                  |                  |  |  | Quinta   | Quinta   | Quinta   | Quinta   | Quinta   | Quinta   |  |  | - Black & White - (2010)    | - Black & White - (2010)    | - Black & White - (2010)    | - Black & White - (2010)    | - Black & White - (2010)    | - Black & White - (2010)    |  |  | - Black 2 & White 2 - (2012) | - Black 2 & White 2 - (2012) | - Black 2 & White 2 - (2012) | - Black 2 & White 2 - (2012) | - Black 2 & White 2 - (2012) | - Black 2 & White 2 - (2012) |  |  |                                                 |                                                 |                                                 |                                                 |                                                 |                                                 |  |  |  |  |  |  |  |  |  |  |                                                  |                                                  |                                                  |                                                  |                                                  |                                                  |  |  |                            |                            |                            |                            |                            |                            |  |  |
|                  |                  |                  |                  |                  |                  |  |  |          |          |          |          |          |          |  |  |                             |                             |                             |                             |                             |                             |  |  |                              |                              |                              |                              |                              |                              |  |  |                                                 |                                                 |                                                 |                                                 |                                                 |                                                 |  |  |  |  |  |  |  |  |  |  |                                                  |                                                  |                                                  |                                                  |                                                  |                                                  |  |  |                            |                            |                            |                            |                            |                            |  |  |
|                  |                  |                  |                  |                  |                  |  |  | Sexta    | Sexta    | Sexta    | Sexta    | Sexta    | Sexta    |  |  | - X & Y - (2013)            | - X & Y - (2013)            | - X & Y - (2013)            | - X & Y - (2013)            | - X & Y - (2013)            | - X & Y - (2013)            |  |  |                              |                              |                              |                              |                              |                              |  |  |                                                 |                                                 |                                                 |                                                 |                                                 |                                                 |  |  |  |  |  |  |  |  |  |  | - Omega Ruby & Alpha Sapphire - (2014)           | - Omega Ruby & Alpha Sapphire - (2014)           | - Omega Ruby & Alpha Sapphire - (2014)           | - Omega Ruby & Alpha Sapphire - (2014)           | - Omega Ruby & Alpha Sapphire - (2014)           | - Omega Ruby & Alpha Sapphire - (2014)           |  |  |                            |                            |                            |                            |                            |                            |  |  |
|                  |                  |                  |                  |                  |                  |  |  | Sexta    | Sexta    | Sexta    | Sexta    | Sexta    | Sexta    |  |  | - X & Y - (2013)            | - X & Y - (2013)            | - X & Y - (2013)            | - X & Y - (2013)            | - X & Y - (2013)            | - X & Y - (2013)            |  |  |                              |                              |                              |                              |                              |                              |  |  |                                                 |                                                 |                                                 |                                                 |                                                 |                                                 |  |  |  |  |  |  |  |  |  |  | - Omega Ruby & Alpha Sapphire - (2014)           | - Omega Ruby & Alpha Sapphire - (2014)           | - Omega Ruby & Alpha Sapphire - (2014)           | - Omega Ruby & Alpha Sapphire - (2014)           | - Omega Ruby & Alpha Sapphire - (2014)           | - Omega Ruby & Alpha Sapphire - (2014)           |  |  |                            |                            |                            |                            |                            |                            |  |  |
| Nintendo 3DS     |                  |                  |                  |                  |                  |  |  |          |          |          |          |          |          |  |  |                             |                             |                             |                             |                             |                             |  |  |                              |                              |                              |                              |                              |                              |  |  |                                                 |                                                 |                                                 |                                                 |                                                 |                                                 |  |  |  |  |  |  |  |  |  |  |                                                  |                                                  |                                                  |                                                  |                                                  |                                                  |  |  |                            |                            |                            |                            |                            |                            |  |  |
|                  |                  |                  |                  |                  |                  |  |  |          |          |          |          |          |          |  |  |                             |                             |                             |                             |                             |                             |  |  |                              |                              |                              |                              |                              |                              |  |  |                                                 |                                                 |                                                 |                                                 |                                                 |                                                 |  |  |  |  |  |  |  |  |  |  |                                                  |                                                  |                                                  |                                                  |                                                  |                                                  |  |  |                            |                            |                            |                            |                            |                            |  |  |
|                  |                  |                  |                  |                  |                  |  |  | Sétima   | Sétima   | Sétima   | Sétima   | Sétima   | Sétima   |  |  | - Sun & Moon - (2016)       | - Sun & Moon - (2016)       | - Sun & Moon - (2016)       | - Sun & Moon - (2016)       | - Sun & Moon - (2016)       | - Sun & Moon - (2016)       |  |  |                              |                              |                              |                              |                              |                              |  |  | - Ultra Sun & Ultra Moon - (2017)               | - Ultra Sun & Ultra Moon - (2017)               | - Ultra Sun & Ultra Moon - (2017)               | - Ultra Sun & Ultra Moon - (2017)               | - Ultra Sun & Ultra Moon - (2017)               | - Ultra Sun & Ultra Moon - (2017)               |  |  |  |  |  |  |  |  |  |  |                                                  |                                                  |                                                  |                                                  |                                                  |                                                  |  |  |                            |                            |                            |                            |                            |                            |  |  |
|                  |                  |                  |                  |                  |                  |  |  | Sétima   | Sétima   | Sétima   | Sétima   | Sétima   | Sétima   |  |  | - Sun & Moon - (2016)       | - Sun & Moon - (2016)       | - Sun & Moon - (2016)       | - Sun & Moon - (2016)       | - Sun & Moon - (2016)       | - Sun & Moon - (2016)       |  |  |                              |                              |                              |                              |                              |                              |  |  | - Ultra Sun & Ultra Moon - (2017)               | - Ultra Sun & Ultra Moon - (2017)               | - Ultra Sun & Ultra Moon - (2017)               | - Ultra Sun & Ultra Moon - (2017)               | - Ultra Sun & Ultra Moon - (2017)               | - Ultra Sun & Ultra Moon - (2017)               |  |  |  |  |  |  |  |  |  |  |                                                  |                                                  |                                                  |                                                  |                                                  |                                                  |  |  |                            |                            |                            |                            |                            |                            |  |  |
|                  |                  |                  |                  |                  |                  |  |  |          |          |          |          |          |          |  |  |                             |                             |                             |                             |                             |                             |  |  |                              |                              |                              |                              |                              |                              |  |  |                                                 |                                                 |                                                 |                                                 |                                                 |                                                 |  |  |  |  |  |  |  |  |  |  |                                                  |                                                  |                                                  |                                                  |                                                  |                                                  |  |  |                            |                            |                            |                            |                            |                            |  |  |
|                  |                  |                  |                  |                  |                  |  |  | Sétima   | Sétima   | Sétima   | Sétima   | Sétima   | Sétima   |  |  |                             |                             |                             |                             |                             |                             |  |  |                              |                              |                              |                              |                              |                              |  |  |                                                 |                                                 |                                                 |                                                 |                                                 |                                                 |  |  |  |  |  |  |  |  |  |  | - Let's Go, Pikachu! & Let's Go, Eevee! - (2018) | - Let's Go, Pikachu! & Let's Go, Eevee! - (2018) | - Let's Go, Pikachu! & Let's Go, Eevee! - (2018) | - Let's Go, Pikachu! & Let's Go, Eevee! - (2018) | - Let's Go, Pikachu! & Let's Go, Eevee! - (2018) | - Let's Go, Pikachu! & Let's Go, Eevee! - (2018) |  |  |                            |                            |                            |                            |                            |                            |  |  |
|                  |                  |                  |                  |                  |                  |  |  | Sétima   | Sétima   | Sétima   | Sétima   | Sétima   | Sétima   |  |  |                             |                             |                             |                             |                             |                             |  |  |                              |                              |                              |                              |                              |                              |  |  |                                                 |                                                 |                                                 |                                                 |                                                 |                                                 |  |  |  |  |  |  |  |  |  |  | - Let's Go, Pikachu! & Let's Go, Eevee! - (2018) | - Let's Go, Pikachu! & Let's Go, Eevee! - (2018) | - Let's Go, Pikachu! & Let's Go, Eevee! - (2018) | - Let's Go, Pikachu! & Let's Go, Eevee! - (2018) | - Let's Go, Pikachu! & Let's Go, Eevee! - (2018) | - Let's Go, Pikachu! & Let's Go, Eevee! - (2018) |  |  |                            |                            |                            |                            |                            |                            |  |  |
|                  |                  |                  |                  |                  |                  |  |  |          |          |          |          |          |          |  |  |                             |                             |                             |                             |                             |                             |  |  |                              |                              |                              |                              |                              |                              |  |  |                                                 |                                                 |                                                 |                                                 |                                                 |                                                 |  |  |  |  |  |  |  |  |  |  |                                                  |                                                  |                                                  |                                                  |                                                  |                                                  |  |  |                            |                            |                            |                            |                            |                            |  |  |
| Nintendo Switch  | Nintendo Switch  | Nintendo Switch  | Nintendo Switch  | Nintendo Switch  | Nintendo Switch  |  |  | Oitava   | Oitava   | Oitava   | Oitava   | Oitava   | Oitava   |  |  | - Sword & Shield - (2019)   | - Sword & Shield - (2019)   | - Sword & Shield - (2019)   | - Sword & Shield - (2019)   | - Sword & Shield - (2019)   | - Sword & Shield - (2019)   |  |  |                              |                              |                              |                              |                              |                              |  |  | - The Isle of Armor & The Crown Tundra - (2020) | - The Isle of Armor & The Crown Tundra - (2020) | - The Isle of Armor & The Crown Tundra - (2020) | - The Isle of Armor & The Crown Tundra - (2020) | - The Isle of Armor & The Crown Tundra - (2020) | - The Isle of Armor & The Crown Tundra - (2020) |  |  |  |  |  |  |  |  |  |  | - Brilliant Diamond & Shining Pearl - (2021)     | - Brilliant Diamond & Shining Pearl - (2021)     | - Brilliant Diamond & Shining Pearl - (2021)     | - Brilliant Diamond & Shining Pearl - (2021)     | - Brilliant Diamond & Shining Pearl - (2021)     | - Brilliant Diamond & Shining Pearl - (2021)     |  |  | - Legends: Arceus - (2022) | - Legends: Arceus - (2022) | - Legends: Arceus - (2022) | - Legends: Arceus - (2022) | - Legends: Arceus - (2022) | - Legends: Arceus - (2022) |  |  |
| Nintendo Switch  | Nintendo Switch  | Nintendo Switch  | Nintendo Switch  | Nintendo Switch  | Nintendo Switch  |  |  | Oitava   | Oitava   | Oitava   | Oitava   | Oitava   | Oitava   |  |  | - Sword & Shield - (2019)   | - Sword & Shield - (2019)   | - Sword & Shield - (2019)   | - Sword & Shield - (2019)   | - Sword & Shield - (2019)   | - Sword & Shield - (2019)   |  |  |                              |                              |                              |                              |                              |                              |  |  | - The Isle of Armor & The Crown Tundra - (2020) | - The Isle of Armor & The Crown Tundra - (2020) | - The Isle of Armor & The Crown Tundra - (2020) | - The Isle of Armor & The Crown Tundra - (2020) | - The Isle of Armor & The Crown Tundra - (2020) | - The Isle of Armor & The Crown Tundra - (2020) |  |  |  |  |  |  |  |  |  |  | - Brilliant Diamond & Shining Pearl - (2021)     | - Brilliant Diamond & Shining Pearl - (2021)     | - Brilliant Diamond & Shining Pearl - (2021)     | - Brilliant Diamond & Shining Pearl - (2021)     | - Brilliant Diamond & Shining Pearl - (2021)     | - Brilliant Diamond & Shining Pearl - (2021)     |  |  | - Legends: Arceus - (2022) | - Legends: Arceus - (2022) | - Legends: Arceus - (2022) | - Legends: Arceus - (2022) | - Legends: Arceus - (2022) | - Legends: Arceus - (2022) |  |  |
|                  |                  |                  |                  |                  |                  |  |  |          |          |          |          |          |          |  |  |                             |                             |                             |                             |                             |                             |  |  |                              |                              |                              |                              |                              |                              |  |  |                                                 |                                                 |                                                 |                                                 |                                                 |                                                 |  |  |  |  |  |  |  |  |  |  |                                                  |                                                  |                                                  |                                                  |                                                  |                                                  |  |  |                            |                            |                            |                            |                            |                            |  |  |
|                  |                  |                  |                  |                  |                  |  |  | Nona     | Nona     | Nona     | Nona     | Nona     | Nona     |  |  | - Scarlet & Violet - (2022) | - Scarlet & Violet - (2022) | - Scarlet & Violet - (2022) | - Scarlet & Violet - (2022) | - Scarlet & Violet - (2022) | - Scarlet & Violet - (2022) |  |  |                              |                              |                              |                              |                              |                              |  |  | - The Teal Mask & The Indigo Disk - (2023)      | - The Teal Mask & The Indigo Disk - (2023)      | - The Teal Mask & The Indigo Disk - (2023)      | - The Teal Mask & The Indigo Disk - (2023)      | - The Teal Mask & The Indigo Disk - (2023)      | - The Teal Mask & The Indigo Disk - (2023)      |  |  |  |  |  |  |  |  |  |  |                                                  |                                                  |                                                  |                                                  |                                                  |                                                  |  |  | - Legends: Z-A - (2025)    | - Legends: Z-A - (2025)    | - Legends: Z-A - (2025)    | - Legends: Z-A - (2025)    | - Legends: Z-A - (2025)    | - Legends: Z-A - (2025)    |  |  |
|                  |                  |                  |                  |                  |                  |  |  | Nona     | Nona     | Nona     | Nona     | Nona     | Nona     |  |  | - Scarlet & Violet - (2022) | - Scarlet & Violet - (2022) | - Scarlet & Violet - (2022) | - Scarlet & Violet - (2022) | - Scarlet & Violet - (2022) | - Scarlet & Violet - (2022) |  |  |                              |                              |                              |                              |                              |                              |  |  | - The Teal Mask & The Indigo Disk - (2023)      | - The Teal Mask & The Indigo Disk - (2023)      | - The Teal Mask & The Indigo Disk - (2023)      | - The Teal Mask & The Indigo Disk - (2023)      | - The Teal Mask & The Indigo Disk - (2023)      | - The Teal Mask & The Indigo Disk - (2023)      |  |  |  |  |  |  |  |  |  |  |                                                  |                                                  |                                                  |                                                  |                                                  |                                                  |  |  | - Legends: Z-A - (2025)    | - Legends: Z-A - (2025)    | - Legends: Z-A - (2025)    | - Legends: Z-A - (2025)    | - Legends: Z-A - (2025)    | - Legends: Z-A - (2025)    |  |  |

## Jogabilidade de Pokémon
Um dos aspectos consistentes da maioria dos jogos de Pokémon—desde Pokémon Red e Blue na Game Boy para os jogos de Nintendo 3DS Pokémon Ultra Sun e Ultra Moon—é a escolha de um dos três Pokémon diferentes no início das aventuras do jogador; estes três são frequentemente rotulados "Pokémon inicial". Os jogadores podem escolher um tipo Pokémon — Pokémon do tipo Grama, Fogo ou Água, nativos dessa região em particular. Por exemplo, em Pokémon Red e Blue, o jogador tem a opção de começar com Bulbasaur, Charmander ou Squirtle. A exceção a esta regra é Pokémon Yellow, onde os jogadores recebem um Pikachu, um rato Pokémon do tipo elétrico, famoso por ser o mascote da franquia de mídia Pokémon; único para Pokémon Yellow, os três Pokémon iniciais de Red e Blue podem ser obtidos durante a busca por um único jogador.
Outro aspecto consistente em jogos até a quinta geração é que o rival principal do jogador sempre escolherá o tipo que tem uma vantagem de tipo sobre o Pokémon escolhido pelo jogador como seu Pokémon inicial. Por exemplo, se o jogador escolhe o Charmander do tipo Fogo, o rival sempre escolhe o Squirtle do tipo Água. Isso não afeta a primeira batalha entre os rivais, pois eles só podem usar ataques do tipo Normal neste momento, o que significa que eles não podem explorar pontos fracos. A exceção a isso é novamente Pokémon Yellow, no qual o rival escolhe Eevee, um Pokémon do tipo Normal com múltiplas evoluções. A partir de Sun e Moon o rival escolhe o inicial fraco em relação ao inicial do jogador, com o Pokémon que tem a vantagem de tipo geralmente indo a um treinador na batalha do campeão.
No entanto, em Pokémon Black e White, existem dois rivais; um escolhe o Pokémon com uma vantagem de tipo sobre o Pokémon escolhido pelo jogador, enquanto o outro escolhe o Pokémon com a desvantagem de tipo. Em Pokémon Diamond, Pearl e Platinum, outro treinador escolhe o Pokémon com uma desvantagem de tipo para o Pokémon escolhido pelo jogador, mas nunca luta contra o jogador; em vez disso, esse personagem luta ao lado do jogador como parceiro de marca em determinadas situações.
A situação é semelhante em Pokémon X e Y, mas existem quatro rivais. Dois deles recebem o Pokémon inicial em um arranjo semelhante ao Pokémon Black e White, mas os outros dois têm Pokémon completamente diferentes.

## Lista de jogos

### Game Boy
- Primeira Geração

| # | Ano de lançamento       | Jogo               | Notas                                                                                     |
| - | ----------------------- | ------------------ | ----------------------------------------------------------------------------------------- |
| 1 | 1996 (Japão) 1998 (EUA) | Pokémon Red & Blue |                                                                                           |
| 2 | 1996                    | Pokémon Green      | A versão japonesa de Pokémon Blue, lançado somente no Japão.                              |
| 3 | 1998 (Japão) 1999 (EUA) | Pokémon Yellow     |                                                                                           |
| 4 | 1999                    | Pokémon Pinball    | Lançado ao mesmo tempo em ambos os países. Este jogo não faz parte da franquia principal. |

### Game Boy Color
- Segunda Geração

| # | Ano de lançamento       | Jogo                        | Notas                                                                                     |
| - | ----------------------- | --------------------------- | ----------------------------------------------------------------------------------------- |
| 1 | 1999 (Japão) 2000 (EUA) | Pokémon Gold & Silver       |                                                                                           |
| 2 | 2000 (Japão) 2001 (EUA) | Pokémon Crystal             |                                                                                           |
| 3 | 2000                    | Pokémon Puzzle Challenge    | Lançado ao mesmo tempo em ambos os países. Este jogo não faz parte da franquia principal. |
| 4 | 1998(Japão) 2001 (EUA)  | Pokémon Trading Card Game   | Este jogo não faz parte da franquia principal.                                            |
| 5 | 2001 (Japão)            | Pokémon Trading Card Game 2 | Jogo lançado somente no Japão. Este jogo não faz parte da franquia principal.             |

### Nintendo 64
| # | Ano de lançamento       | Jogo                  | Notas                                                                                     |
| - | ----------------------- | --------------------- | ----------------------------------------------------------------------------------------- |
| 1 | 1998 (Japão) 2000 (EUA) | Hey You, Pikachu!     | Este jogo não faz parte da franquia principal.                                            |
| 2 | 1999                    | Pokémon Snap          | Este jogo não faz parte da franquia principal. Lançado ao mesmo tempo em ambos os países. |
| 3 | 1999 (Japão) 2000 (EUA) | Pokémon Stadium       | Este jogo não faz parte da franquia principal.                                            |
| 4 | 2000 (EUA)              | Pokémon Puzzle League | Este jogo não faz parte da franquia principal. Lançado somente nos EUA.                   |
| 5 | 2000 (Japão) 2001 (EUA) | Pokémon Stadium 2     | Este jogo não faz parte da franquia principal.                                            |

### Game Boy Advance
- Terceira Geração

| # | Ano de lançamento         | Jogo                                     | Notas                                                                                  |
| - | ------------------------- | ---------------------------------------- | -------------------------------------------------------------------------------------- |
| 1 | 2002 (Japão) (2003) (EUA) | Pokémon Ruby & Sapphire                  |                                                                                        |
| 2 | 2003                      | Pokémon Pinball: Ruby & Sapphire         | Lançado ao mesmo tempo nos dois países. Este jogo não faz parte da franquia principal. |
| 3 | 2004                      | Pokémon FireRed & LeafGreen              | Lançado ao mesmo tempo no Japão e nos EUA.                                             |
| 4 | 2004 (Japão) 2005 (EUA)   | Pokémon Emerald                          |                                                                                        |
| 5 | 2005 (Japão) 2006 (EUA)   | Pokémon Mystery Dungeon: Red Rescue Team | Este jogo não faz parte da franquia principal.                                         |

### Nintendo GameCube
| # | Ano de lançamento       | Jogo                        | Notas                                                                                  |
| - | ----------------------- | --------------------------- | -------------------------------------------------------------------------------------- |
| 1 | 2003                    | Pokémon Channel             | Lançado ao mesmo tempo nos dois países. Este jogo não faz parte da franquia principal. |
| 2 | 2003 (Japão) 2004 (EUA) | Pokémon Colosseum           | Este jogo não faz parte da franquia principal.                                         |
| 3 | 2003 (Japão) 2004 (EUA) | Pokémon Box Ruby & Sapphire | Coleção dos jogos Pokémon Ruby & Sapphire para Nintendo GameCube                       |
| 4 | 2005                    | Pokémon XD                  | Lançado ao mesmo tempo nos dois países. Este jogo não faz parte da franquia principal. |

### Nintendo DS
| # | Ano de lançamento         | Jogo                                      | Notas                                          |
| - | ------------------------- | ----------------------------------------- | ---------------------------------------------- |
| 1 | (2004) (Japão) 2005 (EUA) | Pokémon Dash                              | Este jogo não faz parte da franquia principal. |
| 2 | 2005 (Japão) 2006 (EUA)   | Pokémon Mystery Dungeon: Blue Rescue Team | Este jogo não faz parte da franquia principal. |

- Quarta Geração

| # | Ano de lançamento                | Jogo                                                               | Notas                                                                                     |
| - | -------------------------------- | ------------------------------------------------------------------ | ----------------------------------------------------------------------------------------- |
| 1 | 2006 (Japão) 2007 (EUA)          | Pokémon Diamond & Pearl                                            |                                                                                           |
| 2 | 2006 (Japão) 2006 (EUA)          | Pokémon Trozei!                                                    | Este jogo não faz parte da franquia principal.                                            |
| 3 | 2006                             | Pokémon Ranger                                                     | Lançado ao mesmo tempo nos dois países. Este jogo não faz parte da franquia principal.    |
| 4 | 2007 (Japão) 2008 (EUA)          | Pokémon Mystery Dungeon: Explorers of Time e Explorers of Darkness | Este jogo não faz parte da franquia principal.                                            |
| 5 | 2008                             | Pokémon Ranger: Shadows of Almia                                   | Lançado ao mesmo tempo no Japão e nos EUA. Este jogo não faz parte da franquia principal. |
| 6 | 2008 (Japão) 2009 (EUA)          | Pokémon Platinum                                                   |                                                                                           |
| 7 | 2009 (Japão) 2010 (EUA) e Europa | Pokémon HeartGold & SoulSilver                                     | Remake dos Jogos Pokémon Gold & Silver para Nintendo DS.                                  |
| 8 | 2009                             | Pokémon Mystery Dungeon: Explorers of Sky                          | Lançado ao mesmo tempo no Japão e nos EUA. Este jogo não faz parte da franquia principal. |
| 9 | 2010                             | Pokémon Ranger: Guardian Signs                                     | Lançado ao mesmo tempo no Japão e nos EUA. Este jogo não faz parte da franquia principal. |

- Quinta Geração

| # | Ano de lançamento            | Jogo                                 | Notas                                                                                             |
| - | ---------------------------- | ------------------------------------ | ------------------------------------------------------------------------------------------------- |
| 1 | 2010 (Japão) 2011 (Ocidente) | Pokémon Black & White                |                                                                                                   |
| 2 | 2011 (Japão) 2012 (Europa)   | Learn with Pokémon: Typing Adventure | Não foi lançado na América. Este jogo não faz parte da franquia principal.                        |
| 3 | 2011                         | Pokémon TCG: How To Play DS          | Lançado somente no Japão. Este jogo não faz parte da franquia principal.                          |
| 4 | 2012                         | Pokémon Conquest                     | Foi lançado ao mesmo tempo no Japão e no Ocidente. Este jogo não faz parte da franquia principal. |
| 5 | 2012                         | Pokémon Black 2 & White 2            | Continuação do jogo Pokémon Black & White. Foi lançado ao mesmo tempo no Japão e no Ocidente.     |

### Wii
| # | Ano de lançamento       | Jogo                              | Notas |
| - | ----------------------- | --------------------------------- | --- |
| 1 | 2006 (Japão) 2007 (EUA) | Pokémon Battle Revolution         | Este jogo não faz parte da franquia principal.                                                                                |
| 2 | 2007 (Japão)            | Pokémon Snap Channel              | Lançado somente no Japão. Este jogo não faz parte da franquia principal.                                                      |
| 3 | 2008                    | My Pokémon Ranch                  | Jogo para um novo canal do Wii. Lançado ao mesmo tempo no Japão e no Ocidente. Este jogo não faz parte da franquia principal. |
| 4 | 2009                    | Pokémon Rumble                    | Lançado ao mesmo tempo no Japão e no Ocidente. Este jogo não faz parte da franquia principal.                                 |
| 5 | 2009                    | PokéPark Wii: Pikachu's Adventure | Lançado ao mesmo tempo no Japão e no Ocidente. Este jogo não faz parte da franquia principal.                                 |
| 6 | 2011                    | PokéPark 2: Wonders Beyond        | Lançado ao mesmo tempo no Japão e no Ocidente. Este jogo não faz parte da franquia principal.                                 |

### Wii U
| # | Ano de lançamento | Jogo              | Notas                                                                                         |
| - | ----------------- | ----------------- | --------------------------------------------------------------------------------------------- |
| 1 | 2013              | Pokémon Rumble U  | Lançado ao mesmo tempo no Japão e no Ocidente. Este jogo não faz parte da franquia principal. |
| 2 | 2016              | Pokkén Tournament | Lançado ao mesmo tempo no Japão e no Ocidente. Este jogo não faz parte da franquia principal. |

### Nintendo 3DSeNew Nintendo 3DS
| # | Data de lançamento | Jogo                 | Notas |
| - | ------------------ | -------------------- | --- |
| 1 | 2011               | Pokémon Rumble Blast | É baseado no jogo Pokémon Rumble lançado para Nintendo Wii. Este jogo não faz parte da franquia principal. |

- Sexta Geração

| #  | Data de lançamento      | Jogo                                       | Notas |
| -- | ----------------------- | ------------------------------------------ | --- |
| 1  | 12 de Outubro de 2013   | Pokémon X & Y                              | |
| 3  | 24 de Março de 2013     | Pokémon Mystery Dungeon: Gates to Infinity | Este jogo não faz parte da franquia principal.                                                                                         |
| 4  | 4 de Julho de 2014      | Pokemon Art Academy                        | Este jogo não faz parte da franquia principal.                                                                                         |
| 5  | 21 de Novembro de 2014  | Pokémon Omega Ruby & Alpha Sapphire        | Remake dos jogos Pokémon Ruby & Sapphire para Nintendo 3DS                                                                             |
| 6  | 18 de Fevereiro de 2015 | Pokémon Shuffle                            | Este jogo não faz parte da franquia principal.                                                                                         |
| 7  | 21 de Novembro de 2015  | Pokémon Super Mystery Dungeon              | Este jogo não faz parte da franquia principal.                                                                                         |
| 8  | 2 de Dezembro de 2015   | Pokémon Picross                            | Este jogo não faz parte da franquia principal.                                                                                         |
| 9  | 23 de Janeiro de 2016   | Pokémon Rumble World                       | Este jogo não faz parte da franquia principal.                                                                                         |
| 10 | 3 de Fevereiro de 2016  | Detective Pikachu                          | Este jogo não faz parte da franquia principal. Este jogo serviu de inspiração para o filme Pokémon: Detetive Pikachu, lançado em 2018. |

- Sétima Geração

| # | Data de lançamento     | Jogo                           | Notas                                  |
| - | ---------------------- | ------------------------------ | -------------------------------------- |
| 1 | 8 de Novembro de 2016  | Pokémon Sun & Moon             |                                        |
| 2 | 17 de Novembro de 2017 | Pokémon Ultra Sun & Ultra Moon | Continuação do jogo Pokémon Sun & Moon |

### Nintendo Switch
| # | Data de lançamento     | Jogo                                           | Notas                                                                                       |
| - | ---------------------- | ---------------------------------------------- | ------------------------------------------------------------------------------------------- |
| 1 | 22 de Setembro de 2017 | Pokkén Tournament DX                           | Este jogo não faz parte da franquia original. Port aprimorado de Nintendo Switch.           |
| 2 | 30 de Maio de 2018     | Pokémon Quest                                  | Este jogo não faz parte da franquia original. Jogo lançado também para dispositivos móveis. |
| 3 | 16 de Novembro de 2018 | Pokémon Let's Go, Pikachu! & Let's Go, Eevee!, | Remake de Pokémon Yellow, para Nintendo Switch                                              |

- Oitava Geração

| # | Data de lançamento      | Jogo                                      | Notas                                                                                             |
| - | ----------------------- | ----------------------------------------- | ------------------------------------------------------------------------------------------------- |
| 1 | 15 de Novembro de 2019  | Pokémon Sword e Shield                    |                                                                                                   |
| 2 | 12 de Fevereiro de 2020 | Pokémon HOME                              | Este jogo não faz parte da franquia original.                                                     |
| 3 | 2020                    | Pokémon Mystery Dungeon: Rescue Team DX   | Este jogo não faz parte da franquia original.                                                     |
| 4 | 2020                    | Pokémon Café Mix                          | Este jogo não faz parte da franquia original.                                                     |
| 5 | 2021                    | New Pokémon Snap                          | Sequencia do jogo Pokémon Snap, lançado em 1999 para Nintendo Switch                              |
| 6 | 2021                    | Pokémon Unite                             | Lançado para Nintendo Switch e dispositivos móveis. Este jogo não faz parte da franquia original. |
| 7 | 19 de Novembro de 2021  | Pokémon Brilliant Diamond e Shining Pearl | Remake dos jogos Pokémon Diamond e Pearl, lançados originalmente em 2006 para Nintendo DS.        |
| 8 | 22 de Janeiro de 2022   | Pokémon Legends: Arceus                   |                                                                                                   |

- Nona Geração

| # | Data de lançamento     | Jogo                      | Notas                                                                                                 |
| - | ---------------------- | ------------------------- | --- |
| 1 | 18 de Novembro de 2022 | Pokémon Scarlet e Violet  | |
| 2 | 6 de Outubro de 2023   | Detective Pikachu Returns | Este jogo não faz parte da franquia original. Continuação do jogo Detective Pikachu, lançado em 2016. |
| 3 | 16 de Outubro de 2025  | Pokémon Legends: Z-A      | |

### Dispositivos móveis (IOSeandroid)
- Pokémon Shuffle Mobile, para dispositivos móveis e 3DS em 2015.
- Pokémon GO, para dispositivos móveis em 2016.
- Pokémon Duel, para dispositivos móveis em 2017.
- Magikarp Jump, para dispositivos móveis em 2017.
- Pokémon Quest, para dispositivos móveis e Nintendo Switch em 2018.
- Pokemon Master EX, para dispositivos móveis em 2019.
- Pokémon HOME, para dispositivos móveis e Nintendo Switch em 2019.
- Pokémon Rumble Rush, para dispositivos móveis em 2019.
- Pokémon Unite para Nintendo Switch e dispositivos móveis em 2021

### Outros
- Pokémon mini
- Pokémon: Catch the Numbers! em 2002 para sega pico
- Pokémon Advanced Generation: I've Begun Hiragana and Katakana! em 2003 para sega piko
- Pokémon Advanced Generation: Pico para todos Pokémon Loud Battle! em 2004. Para sega pico
- Pokémon Advanced Generation: Pokémon Number Battle! em 1 de outubro de 2005 para sega pico beena
- Exercício de treinamento intelectual Pokémon Diamond & Pearl: jogo de inteligência de letras e números em 21 de abril de 2007 para sega pico beena
- Pokémon Battrio, arcade de 2007.
- Pokémon Diamond & Pearl: Procure Pokémon! Aventura no labirinto! em 17 de setembro de 2009 para sega pico beena
- Cumprimentos Pokémon: Treinamento de Inteligência Pokémon Big Sports Meet! em 4 de dezembro de 2010 para sega pico beena
- Pokkén Tournament, fliperama de 2015.